# Wilamowice (Skoczów)
Wilamowice (früher auch Wilemowice, Wielamowice deutsch Wilamowitz oder Wilamow) ist eine Ortschaft mit einem Schulzenamt der Gemeinde Skoczów im Powiat Cieszyński der Woiwodschaft Schlesien in Polen. Der Ort liegt in der historischen Landschaft Teschener Schlesien (polnisch Śląsk Cieszyński).

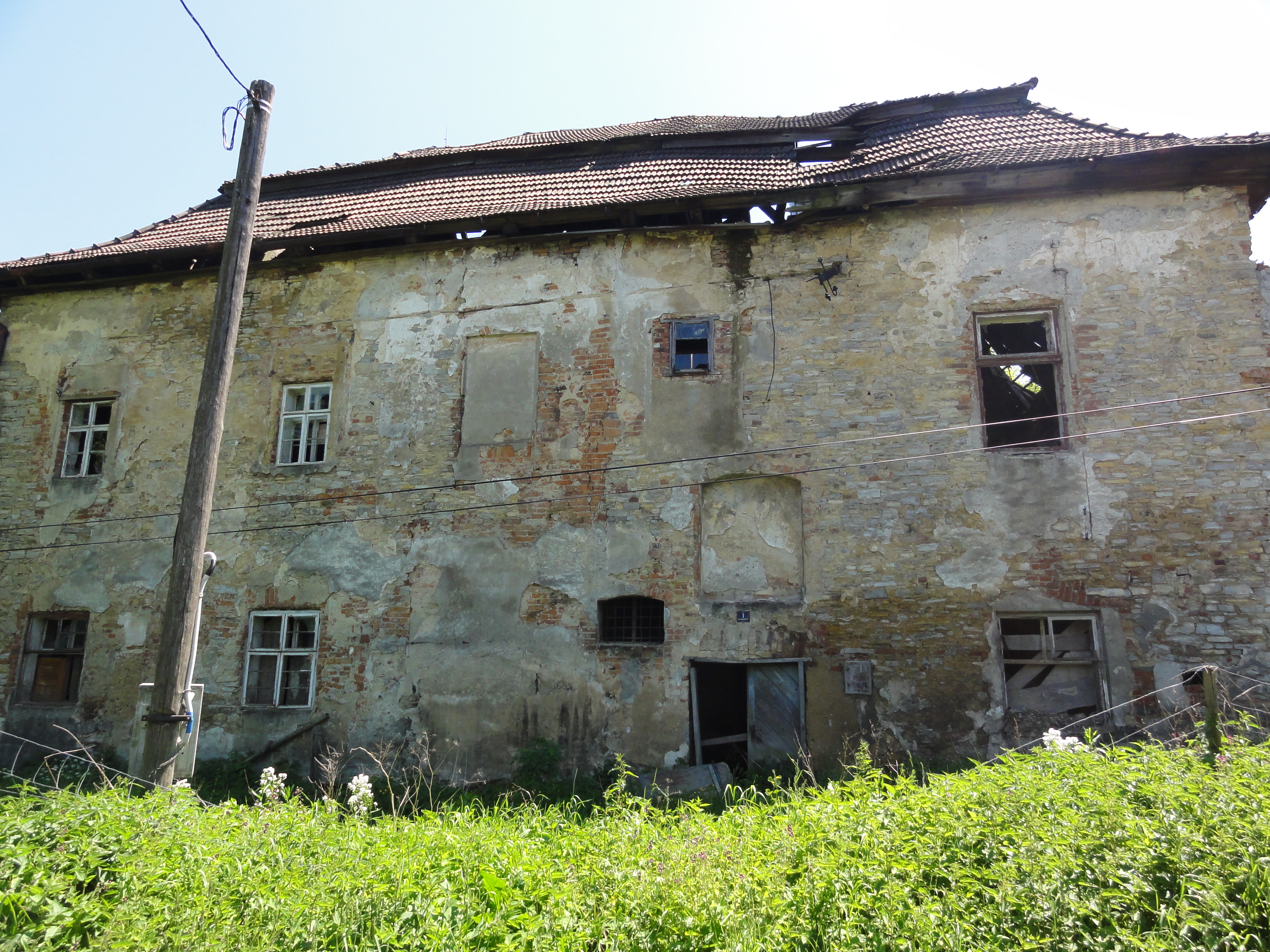
Ruine des Schlosses aus dem späten 16. Jahrhundert

## Geographie
Wilamowice liegt im Schlesischen Vorgebirge (Pogórze Śląskie), am Górka Wilamowicka Hügel (388 m hoch) etwa 20 km westlich von Bielsko-Biała und 55 km südlich von Katowice im Powiat (Kreis) Cieszyn.
Das Dorf hat eine Fläche von 278 ha.
Nachbarorte sind die Stadt Skoczów im Osten, Międzyświeć im Süden, Iskrzyczyn im Westen, sowie Simoradz im Norden.

## Geschichte

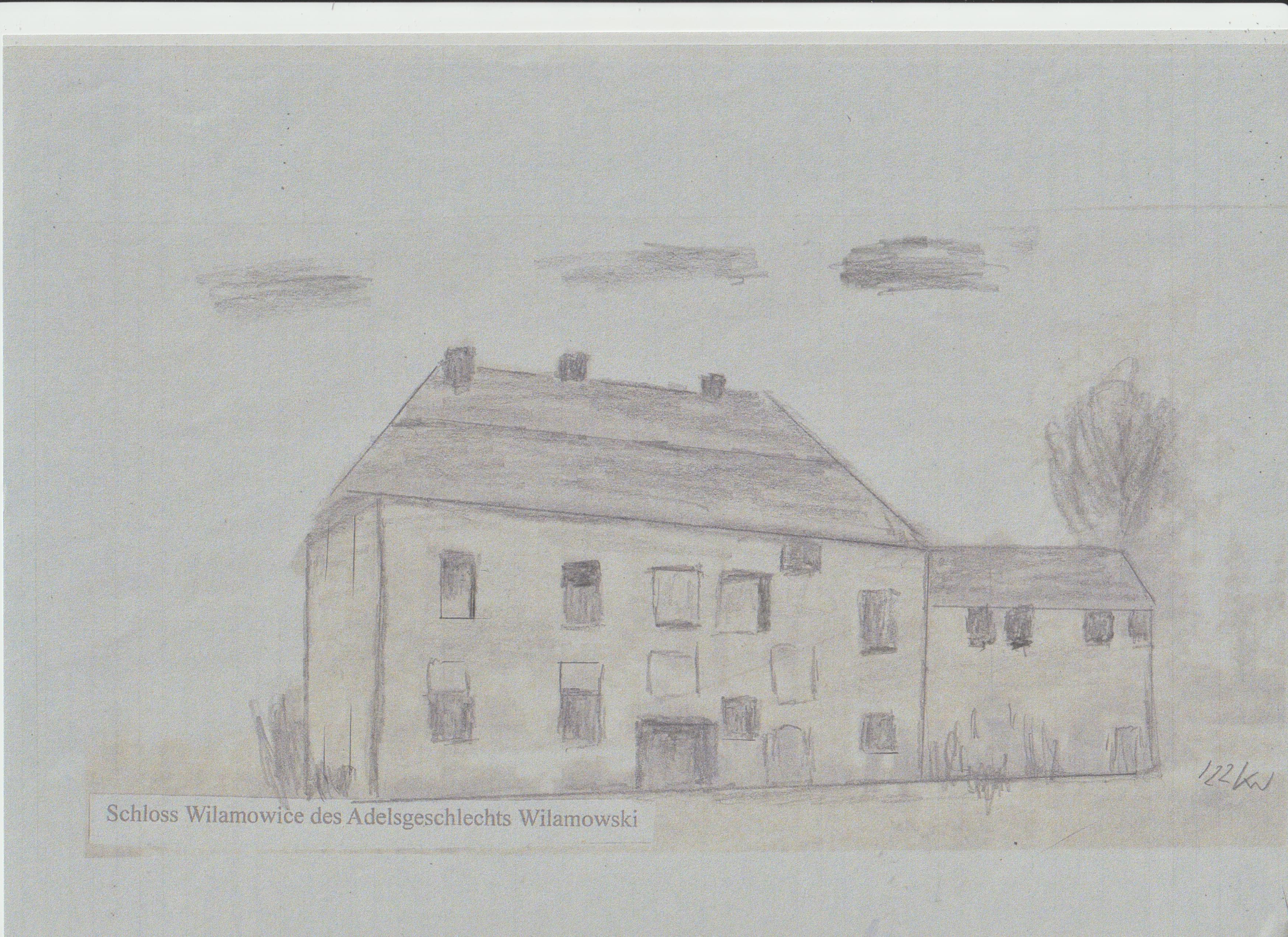
Schloss Wilamowice (um 1900)

Der Ort wurde im Jahr 1331 erstmals urkundlich als Willamowitz erwähnt. Der Name ist patronymisch abgeleitet vom Vornamen Wilam (< deutsch Willam < Willahalm) mit dem typischen westslawischen Suffix -(ow)ice.
Politisch gehörte das Dorf ursprünglich zum Herzogtum Teschen, dies bestand ab 1290 in der Zeit des polnischen Partikularismus. Seit 1327 bestand das Herzogtum die Lehnsherrschaft des Königreichs Böhmen und seit 1526 gehörte es zur Habsburgermonarchie.
Als Besitzer wird 1453 Adelige Mikołaj Berko z Wilamowicz genannt. Ab 1559 gehörte das Dorf zum Skotschauer Bürger Jan Skoczowski (H.S.V.K – Hans Skoczowsky von Koykowitz), der in den Jahren von 1565 bis 1566 die örtliche Befestigung auf ein Gutshaus umbaute, dessen Ruinen bis heute stehen. Sein Ururenkel Ludwig Mauritz, als ein Lutheraner floh 1695 von der habsburgischen Gegenreformation ins Brandenburg, wo er sich Wilamowski von Willamowitz nannte. Ab 1802 gehörte das Dorf zur Teschener Kammer, die eine Brauerei im Gutshaus betrieb.
Nach der Aufhebung der Patrimonialherrschaften bildete es ab 1850 eine Gemeinde in Österreichisch-Schlesien, Bezirk Bielitz und Gerichtsbezirk Skotschau. In den Jahren 1880–1910 verkleinerte sich die Einwohnerzahl von 189 im Jahr 1880 auf 178 im Jahr 1910, es waren überwiegend Polnischsprachige (zwischen 90,9 % und 99 %), 1910 auch 15 (8,4 %) Deutschsprachige und 1890 auch 7 (3,7 %) Tschechischsprachige. Im Jahr 1910 waren 74 % evangelisch, 25,8 % römisch-katholisch, es gab 2 Juden.
1920, nach dem Zusammenbruch der k.u.k. Monarchie und dem Ende des Polnisch-Tschechoslowakischen Grenzkriegs kam Wilamowice zu Polen. Unterbrochen wurde dies nur durch die Besetzung Polens durch die Wehrmacht im Zweiten Weltkrieg.
Von 1975 bis 1998 gehörte Wilamowice zur Woiwodschaft Bielsko-Biała.

## Weblinks

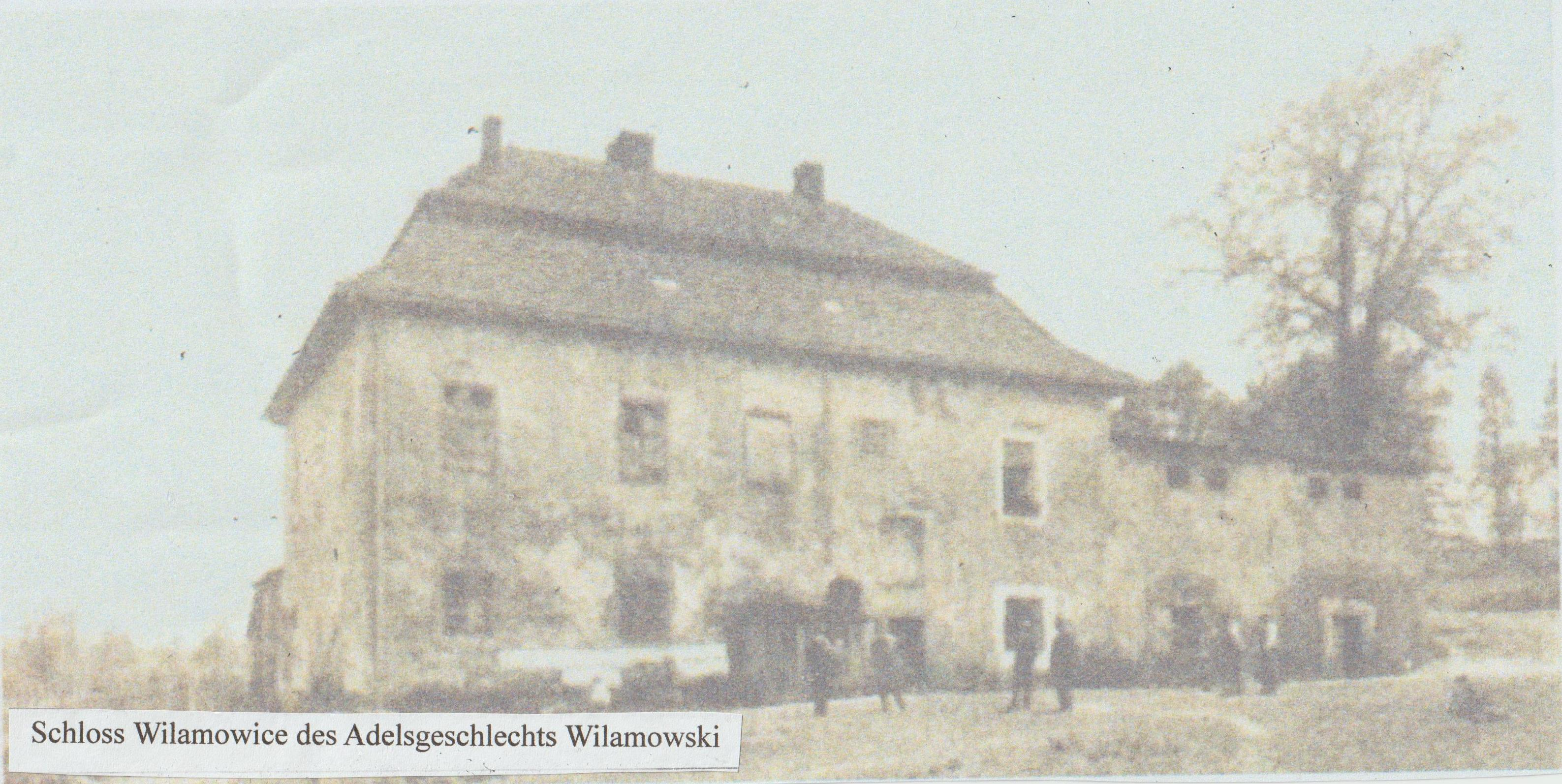
Schloss Wilamowice des Adelsgeschlechts Skoczowsky von Koykowitz, Vorfahren der Wilamowski